# 黑溪镇
黑溪镇，是中华人民共和国重庆市黔江区下辖的一个乡镇级行政单位。

## 行政区划
黑溪镇下辖以下地区：
胜地社区、白合社区、改革村、苏维村、光明村和互助村。